# 메루 사원

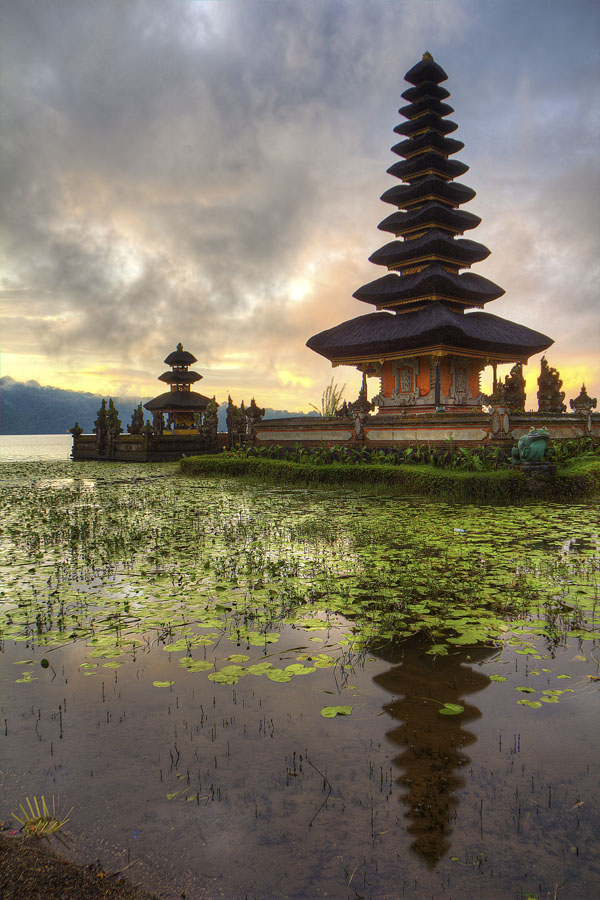

메루 사원, 메루 탑(pelinggih meru)은 발리 사찰의 주요 성지이다.
메루란 인도에서 추앙되는 마히메르산(위대한 메루산)에서 어원을 가진다. 홀수의 지붕을 가진 탑을 일컫는 말이다. 이곳은 발리 힌두세력을 하나로 통합하려는 목적에서 까랑아슴 왕조가 만든 곳으로 11개의 지붕을 가진 탑은 상양 빠뚜라시바 신을, 9개의 지붕을 가진 탑은 상양사다신을 모시고 있다. 모두 33개의 탑으로 각기 다른 힌두의 신을 모시고 있다.